# Synema caucasicum
Synema caucasicum es una especie de araña del género Synema, familia Thomisidae.

## Distribución
Esta especie se encuentra en Georgia y Azerbaiyán.

## Taxonomía
Fue descrita por Utochkin en 1960.
Tratamiento taxonómico
La especie aparece registrada y publicada en Spiders of the genus Synaema, the group globosum (F.) in the USSR. Zoologicheskiĭ Zhurnal 39: 1018–1024.